# Ель восточно-гималайская
Ель восточно-гималайская, или Ель шиповатая (лат. Picea spinulosa) — вид хвойных вечнозелёных деревьев из рода елей (Picea), произрастающих на востоке Гималаев.

## Распространение
Встречается в Индии на территории штата Сикким,  в Бутане, Непале, на территории КНР на юго-востоке Тибета. Растёт  в смешанных хвойных лесах на высотах 2400—3600 метров над уровнем моря. Предельная морозостойкость от -12,1 ° C до -6,7 ° C.

## Ботаническое описание
Вечнозелёные крупные деревья высотой до 60 м. Кора грубая, отслаивающаяся чешуйками. Ветви коричневато-жёлтые, на втором году сероватые, тонкие и голые. Хвоя склоняется вперёд, слегка изогнутая. Иглы линейные, в поперечном сечении широко ромбические, длиной 15—35 мм, толщиной 1,1—1,8 мм, кончики острые, устья на иглах образуют линии  5—7 на верхней стороне и 1—3 на нижней. Молодые семенные шишки зелёные, семенные чешуйки с пурпурными краями, зрелые шишки становятся коричневыми и тёмно-коричневыми, продолговато-цилиндрической или цилиндрической формы, размерами 9—11 × 3—4,5 см. Семенная чешуя плотно прилегающая и толстая, с чешуйками яйцевидной формы размерами 20 на 18 мм, гладкая и глянцевая. Семена тёмно-коричневые, длиной 5 мм, с крылышком 11—15 мм.

## Таксономия
Picea spinulosa (Griff.) A.Henry The Gardeners' Chronicle: a weekly illustrated journal of horticulture and allied subjects. ser. 3, 39: 219 Архивная копия от 15 февраля 2019 на Wayback Machine, f. 84. 1906.
Picea spinulosa (Griff.) Beissn. Mitteilungen der Deutschen Dendrologischen Gesellschaft 15: 83 Архивная копия от 27 сентября 2017 на Wayback Machine. 1906
Впервые этот  вид деревьев был обнаружен и описан Уильямом Гриффитом,  во время его службы в Ост-Индской компании. Описание было опубликовано уже после смерти автора, сперва в 1847 году как вид пихты, а позднее в 1854 как вид сосны. Спустя 50 лет Альфред Редер относит вид к роду елей с видовым эпитетом morindoides, ставшем в итоге синонимом, общепринятого современного названия, опубликованного почти одновременно А. Генри и Л. Байсснером в 1906 году.

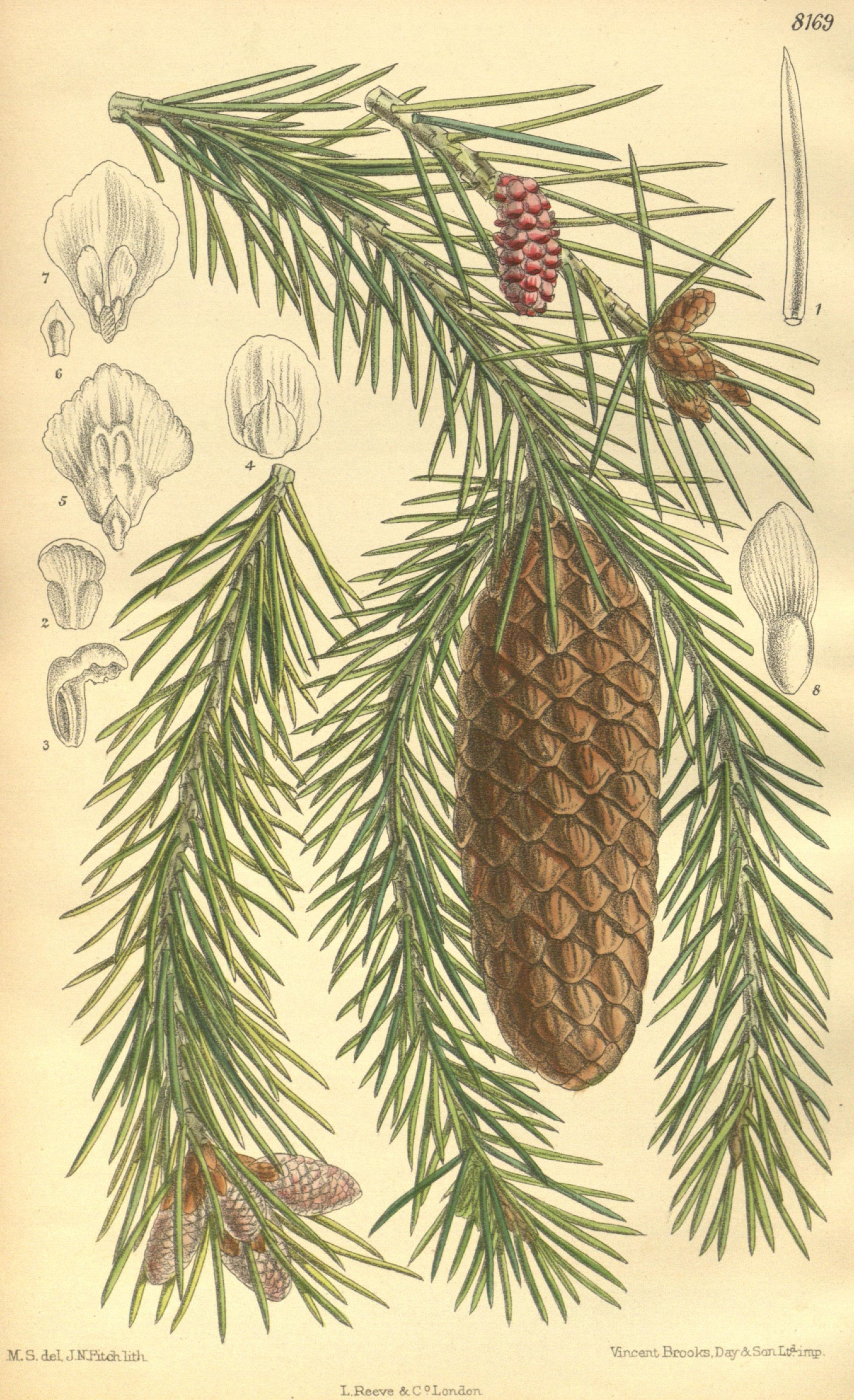
Ботаническая иллюстрация из Curtis's botanical magazine v.133 [ser.4:v.3] (1907)

### Синонимы
Homotypic Synonyms:
- Abies spinulosa Griff. J. Trav.: 259, 265. 1847. basionym
- Pinus spinulosa (Griff.) Griff., Not. Pl. Asiat. 4: 17. 1854.

Heterotypic Synonyms:
- Picea morindoides Rehder in Sarg. Trees & Shrubs 1: 95. 1903.
- Picea spinulosa var. pseudobrachytyla Silba Phytologia 68: 45. 1990.
- Picea spinulosa var. yatungensis Silba Phytologia 68: 45. 1990.
- Picea spinulosa subsp. pseudobrachytyla (Silba) Silba J. Int. Conifer Preserv. Soc. 15: 60. 2008.
- Picea spinulosa subsp. yatungensis (Silba) Silba J. Int. Conifer Preserv. Soc. 15: 60. 2008.

## Значение и применение
Древесина может использоваться в строительстве, деревья культивируются для лесопосадок и озеленения территорий.